# Верхньоінгульська сільська рада
| Верхньоінгульська сільська рада — колишній орган місцевого самоврядування у Бобринецькому районі Кіровоградської області з адміністративним центром у с. Верхньоінгульське. Сільській раді були підпорядковані населені пункти: - с. Верхньоінгульське - с. Яблучко - с. Оленівське - с. Степанівка |

## Склад ради
Рада складалася з 12 депутатів та голови.

### Керівний склад ради
| ПІБ                         | Основні відомості                                                         | Дата обрання | Дата звільнення |
| --------------------------- | ------------------------------------------------------------------------- | ------------ | --------------- |
| Рябокінь Людмила Йосипівна  | Сільський голова, 1969 року народження, освіта, позапартійна              | 26.03.2006   | 01.11.2007      |
| Руденко Олена Станіславівна | Сільський голова, 1975 року народження, освіта, позапартійна              | 16.03.2008   | 31.10.2010      |
| Руденко Олена Станіславівна | Сільський голова, 1975 року народження, освіта вища, член Партії регіонів | 31.10.2010   |                 |

Примітка: таблиця складена за даними джерела

## Населення
Згідно з переписом УРСР 1989 року чисельність наявного населення сільської ради становила 853 особи, з яких 383 чоловіки та 470 жінок.
За переписом населення України 2001 року в сільській раді мешкало 655 осіб.

### Мова
Розподіл населення за рідною мовою за даними перепису 2001 року:
| Мова       | Відсоток |
| ---------- | -------- |
| українська | 90,69 %  |
| російська  | 4,73 %   |
| молдовська | 3,66 %   |
| циганська  | 0,61 %   |
| вірменська | 0,31 %   |